# Kibernetski napad
V računalnikih in računalniških omrežjih je napad vsak poskus razkritja, spreminjanja, onemogočanja, uničenja, kraje ali pridobitve nepooblaščenega dostopa do sredstva ali njegove nedovoljene uporabe. Kibernetski napad je kakršen koli žaljiv manever, ki cilja na računalniške informacijske sisteme, infrastrukture, računalniška omrežja ali osebne računalniške naprave. Napadalec je oseba ali proces, ki poskuša brez dovoljenja dostopati do podatkov, funkcij ali drugih omejenih delov sistema, potencialno z zlonamernim namenom. Glede na kontekst so kibernetski napadi lahko del kibernetske vojne ali kiberterorizma. Kibernetski napad lahko uporabijo suverene države, posamezniki, skupine, družba ali organizacije in lahko izvira iz anonimnega vira. Izdelek, ki olajša kibernetski napad, včasih imenujemo tudi kiber orožje.
Kibernetski napad lahko ukrade, spremeni ali uniči določen cilj z vdorom v dovzetni sistem. Kibernetski napadi lahko segajo od namestitve vohunske programske opreme na osebni računalnik do poskusov uničenja infrastrukture celotnih držav. Pravni strokovnjaki skušajo uporabo izraza omejiti na incidente, ki povzročijo fizično škodo, in ga ločiti od bolj rutinskih kršitev podatkov in širših vdorov.
Kibernetski napadi postajajo vse bolj izpopolnjeni in nevarni.

## Definicije
Od poznih osemdesetih let so se kibernapadi večkrat razvili, da bi inovacije v informacijski tehnologiji uporabili kot vektorje za kibernetski kriminal. V zadnjih letih se obseg in trdnost kibernetskih napadov hitro povečujeta, kar je Svetovni gospodarski forum opazil v svojem poročilu za leto 2018: "Žaljive kibernetske zmogljivosti se razvijajo hitreje kot naša sposobnost spopadanja s sovražnimi incidenti."  
Maja 2000 je Internet Engineering Task Force napad opredelil kot:
 napad na sistemsko varnost, ki izhaja iz inteligentnega grožnja, tj. inteligentnega dejanja, ki je namerni poskus (zlasti v smislu metode ali tehnike) izogibajte se varnostna služba in kršite varnostna politika sistema. 
Navodilo CNSS št. 4009 z dne 26. aprila 2010 Odbor za sisteme nacionalne varnosti Združenih držav Amerike  
definira napad kot:
 Kakršna koli zlonamerna dejavnost, ki poskuša zbrati, motiti, zanikati, poslabšati ali uničiti vire informacijskega sistema ali informacije same. 
Vse večja odvisnost sodobne družbe od informacijskih in računalniških omrežij (tako v zasebnem kot javnem sektorju, vključno z vojsko) je privedlo do novih izrazov, kot so kibernetski napad in kibernetska vojna.
Navodilo CNSS št. 4009 opredeli kibernetski napad kot:
 Napad prek kiberprostora, namenjen uporabi kiberprostora v podjetju z namenom motenja, onemogočanja, uničenja ali zlonamernega nadzora računalniškega okolja / infrastrukture; ali uničenje celovitosti podatkov ali kraja nadzorovanih informacij. 
Ko avtomobili začnejo uporabljati več tehnologije, kibernetski napadi postajajo varnostna grožnja avtomobilom.

## Razširjenost
V prvih šestih mesecih leta 2017 so kibernetski napadi ukradli ali prizadeli dve milijardi zapisov podatkov, plačila odkupnina pa so dosegla US $ 2 milijardi, dvakrat več kot leta 2016.

## Kibernetska vojna in Kibernetki terorizem
Kibernetska vojna uporablja tehnike obrambe in napada informacijskih in računalniških omrežij, ki naseljujejo kibernetski prostor, pogosto s podaljšano kibernetska kampanja ali vrsto povezanih kampanj. Zanika nasprotnikovo sposobnost, da stori enako, hkrati pa tehnološki instrumenti vojne napadajo nasprotnikove kritične računalniške sisteme. Kiberterorizem pa je "uporaba orodij računalniškega omrežja za zaustavitev kritične nacionalne infrastrukture (kot so energija, promet, vladne operacije) ali za prisilo ali zastraševanje vlade ali civilnega prebivalstva". To pomeni, da je končni rezultat kibernetske vojne in kiberterorizma enak, da se poškodujejo kritične infrastrukture in računalniški sistemi, povezani med seboj v kibernetskem prostoru.
Strokovnjak za finančni kriminal Veit Buetterlin je pojasnil, da organizacije, vključno z državnimi akterji, ki se zaradi uvedenih sankcij ne morejo financirati s trgovino, izvajajo kibernetske napade na banke, da bi ustvarile sredstva.

## Dejavniki
Trije dejavniki prispevajo k temu, zakaj se začnejo kibernetski napadi na državo ali posameznika: dejavnik strahu, faktor spektakularnosti in dejavnik ranljivosti.

### Faktor spektakularnosti
Faktor spektakularnosti je merilo dejanske škode, dosežene z napadom, kar pomeni, da napad ustvarja neposredne izgube (običajno izgubo razpoložljivosti ali izgubo dohodka) in prinaša negativno reklamo. 8. februarja 2000 je napad z zavrnitvijo storitve močno zmanjšal promet na številnih večjih spletnih mestih, vključno z Amazonom, Buy.com, CNN in eBay (napad je naslednji dan vplival še na druga spletna mesta). Amazon reportedly estimated the loss of business at $600,000.

### Faktor ranljivosti
Faktor ranljivosti izkorišča, kako ranljiva je organizacija ali vladna ustanova za kibernetske napade. Organizacije brez vzdrževalnih sistemov se morda izvajajo na starih strežnikih, ki so bolj ranljivi kot posodobljeni sistemi. Organizacija je lahko ranljiva za napad na zavrnitev storitve, vladna ustanova pa je lahko uničena na spletni strani. Napad računalniškega omrežja moti celovitost ali verodostojnost podatkov, ponavadi z zlonamerno kodo, ki spreminja programsko logiko, ki nadzoruje podatke, kar vodi do napak v izhodu.

## Od hekerja do kiberterorista
Poklicni hekerji, ki delajo sami ali so zaposleni v vladnih agencijah ali vojski, lahko najdejo računalniške sisteme z ranljivostmi, ki nimajo ustrezne varnostne programske opreme. Ko te ranljivosti najdejo, lahko okužijo sisteme z zlonamerno kodo in nato na daljavo upravljajo sistem ali računalnik s pošiljanjem ukazov za ogled vsebine ali motenje drugih računalnikov. V računalniku mora obstajati že obstoječa sistemska napaka, na primer nobena protivirusna zaščita ali napačna sistemska konfiguracija, da virusna koda deluje.
Številni poklicni hekerji se bodo zaradi finančne koristi ali drugih razlogov promovirali v kiberteroriste. To pomeni, da nova pravila urejajo njihova dejanja. Kiberteroristi so načrtovali načrte in njihovi napadi se ne rodijo iz besa.  Korake po korakih morajo razviti in pridobiti ustrezno programsko opremo za izvedbo napada. Običajno imajo politične agende, usmerjene v politične strukture. Kiberteroristi so hekerji s politično motivacijo, njihovi napadi lahko s to korupcijo in uničenjem vplivajo na politično strukturo. Ciljajo tudi na civiliste, civilne interese in civilne obrate. Kot smo že omenili, kiberteroristi napadajo osebe ali premoženje in povzročajo dovolj škode, da ustvarijo strah.

## Vrste napadov
Napad je lahko "aktiven" ali "pasiven".
"Aktivni napad" poskuša spremeniti sistemske vire ali vplivati na njihovo delovanje.
"Pasivni napad" se skuša naučiti ali uporabiti informacije iz sistema, vendar ne vpliva na sistemske vire (npr. prisluškovanje).
Napad lahko storijo "znotraj" ali "zunaj" organizacije;
"Notranji napad" je napad, ki ga sproži entiteta znotraj varnostnega oboda ("notranji"), tj. Entiteta, ki ima dovoljenje za dostop do sistemskih virov, vendar jih uporablja na način, ki ga ni odobril tisti, ki je odobril pooblastilo.
"Zunanji napad" sproži zunaj oboda nepooblaščeni ali nelegitimni uporabnik sistema ("tujec"). V internetu se potencialni zunanji napadalci gibljejo od ljubiteljskih potegavščin do organiziranih kriminalcev, mednarodnih teroristov in sovražnih vlad.

Vir (fizični ali logični), imenovan sredstvo, ima lahko eno ali več ranljivosti, ki jih je mogoče izkoriščati s strani povzročitelja nevarnosti v grožnji. Posledično je lahko zaupnost, celovitost ali razpoložljivost virov ogrožena. Škoda se lahko razširi na vire poleg tistih, ki so bili prvotno opredeljeni kot ranljivi, vključno z drugimi viri organizacije in viri drugih vpletenih strani (kupci, dobavitelji).
Tako imenovana triada CIA je osnova informacijska varnost.
Napad je lahko "aktiven", ko poskuša spremeniti sistemske vire ali vplivati na njihovo delovanje: tako ogroža integriteto ali razpoložljivost. " Pasivni napad " se poskuša naučiti ali uporabiti informacije iz sistema, vendar ne vpliva na sistemske vire: tako ogroža zaupnost.
Nevarnost je možnost kršitve varnosti, ki obstaja, kadar obstajajo okoliščine, zmožnosti, dejanja ali dogodki, ki bi lahko kršili varnost in povzročili škodo. To pomeni, da je grožnja možna nevarnost, ki bi lahko izkoristila ranljivost. Grožnja je lahko bodisi "namerna" (tj. Inteligentna; npr. Posamezni kreker ali kriminalna organizacija) ali "naključna" (npr. Možnost okvare računalnika ali možnost "božjega dejanja", kot je potres, požar ali tornado).
Nabor politik, ki se nanašajo na upravljanje informacijske varnosti, sistem vodenja informacijske varnosti (ISMS), je bil razvit za upravljanje v skladu z načeli obvladovanje tveganja protiukrepi  za izpolnitev varnostne strategije, določene v skladu s pravili in predpisi, ki veljajo v državi.
Napad bi moral povzročiti "varnostni incident", tj. "Varnostni dogodek", ki vključuje "varnostno kršitev". Z drugimi besedami, varnostno pomemben sistemski dogodek, pri katerem varnostna politika sistema ni upoštevana ali kako drugače kršena.
Celotna slika predstavlja dejavniki tveganja scenarija tveganja.
Organizacija mora sprejeti ukrepe za odkrivanje, razvrščanje in upravljanje varnostnih incidentov. Prvi logični korak je postavitev načrta odziv na incident in sčasoma skupina za odzivanje na računalnik.
Za odkrivanje napadov je mogoče določiti številne protiukrepe na organizacijski, postopkovni in tehnični ravni. Računalniška skupina za odzivanje v nujnih primerih, presoja varnosti informacijske tehnologije in sistem za odkrivanje vdorov so primeri le-teh.
Napad ponavadi izvede nekdo s slabimi nameni: črnokrvan napadi spadajo v to kategorijo, drugi pa izvedejo preizkus penetracije na informacijskem sistemu organizacije, da ugotovijo, ali so vse predvidene nadzor so vzpostavljeni.
Napade lahko razvrstimo glede na njihov izvor: tj. Če se izvajajo z enim ali več računalniki: v zadnjem primeru se imenuje porazdeljeni napad. Botnet se uporabljajo za izvajanje porazdeljenih napadov.
Druge klasifikacije so v skladu z uporabljenimi postopki ali vrsto izkoriščenih ranljivosti: napadi se lahko osredotočijo na omrežne mehanizme ali funkcije gostitelja.
Nekateri napadi so fizični: tj. kraja ali poškodba računalnikov in druge opreme. Drugi so poskusi vsiljevanja sprememb v logiki, ki jo uporabljajo računalniki ali omrežni protokoli, da bi dosegli nepredvideni (s strani prvotnega oblikovalca) rezultat, a koristen za napadalca. Programska oprema, ki se uporablja za logične napade na računalnike, se imenuje zlonamerna programska oprema.
delni seznam napadov:
- Pasivno
  - Računalniški in omrežni nadzor
  - Omrežje
    - prisluškovanje
    - dotikanje vlaken
    - skeniranje vrat
    - prosti pregled

  - Gostitelj
    - zapisovanje tipk
    - strganje podatkov
    - Backdoor
- Aktivno
  - napad na zavrnitev storitve
    - DDos ali Distributed Denial of Service napad je poskus hekerja, da blokira dostop do strežnika ali spletnega mesta, ki je povezano z internetom. To dosežemo z uporabo več računalniških sistemov, ki ciljni sistem preobremeni z zahtevami, zaradi česar se ne more odzvati na nobeno poizvedbo.[22]

  - prevara
  - mešani napad
  - Omrežje
    - Man-in-the-middle
    - človek v brskalniku
    - zastrupitev z ARP
    - Ping poplava
    - Ping smrti
    - Smrkčev napad

  - Gostitelj
    - preliv medpomnilnika
    - prelivanje kopice
    - Preobremenitev
    - Oblikuj napad niza

kill chain]] for information security]]
Natančno obstaja več tehnik, ki se uporabljajo pri kibernetskih napadih, in različni načini njihovega upravljanja s posamezniki ali ustanovami v širšem obsegu. Napadi so razdeljeni na dve kategoriji: sintaksični napadi in semantični napadi.  'Sintaksični napadi'  so enostavni; šteje se za zlonamerno programsko opremo, ki vključuje viruse, črve in trojanske konje.

## Sintaksični napadi

### Virusi
Glavni članek: Računalniški virus
Virus je samopodvojljiv program, ki se lahko pripne na drug program ali datoteko za razmnoževanje. Virus se lahko skrije na neverjetnih mestih v pomnilniku računalniškega sistema in se pritrdi na katero koli datoteko, za katero meni, da je primerna za izvajanje njene kode. Prav tako lahko spremeni svoj digitalni odtis vsakič, ko se posnema, kar otežuje sledenje v računalniku.

### Črvi
Glavni članek: Računalniški črv
Črv ne potrebuje druge datoteke ali programa, da bi se kopiral; gre za samozadostni tekaški program. Črvi se kopirajo prek omrežja z uporabo protokolov. Najnovejša inkarnacija črvov uporablja znane ranljivosti v sistemih za prodiranje, izvajanje njihove kode in razmnoževanje v druge sisteme, kot je črv Code Red II, ki je okužil več kot 259 000 sistemov v manj kot 14 urah. V veliko večjem obsegu so lahko črvi zasnovani za industrijsko vohunjenje za spremljanje in zbiranje strežniških in prometnih dejavnosti, nato pa jih pošljejo nazaj svojemu ustvarjalcu.

### Trojanski konji
Glavni članek: Trojanski konj (računalništvo)
Trojanski konj je zasnovan za izvajanje zakonitih nalog, opravlja pa tudi neznane in neželene dejavnosti. Lahko je osnova za namestitev številnih virusov in črvov v računalnik kot zapisovalniki tipkovnice in zakulisna programska oprema. V komercialnem smislu so trojanci lahko vdelani v poskusne različice programske opreme in lahko zberejo dodatne informacije o cilju, ne da bi oseba sploh vedela, da se to dogaja. Vsi trije bodo verjetno napadli posameznika in organizacijo prek e-pošte, spletnih brskalnikov, odjemalcev za klepet, oddaljene programske opreme in posodobitev.

### Semantični napadi
Semantični napad je spreminjanje in razširjanje pravilnih in nepravilnih informacij. Spremenjene informacije bi lahko storili brez uporabe računalnikov, čeprav je z njihovo pomočjo mogoče najti nove priložnosti. Če želite nekoga usmeriti v napačno smer ali prikriti vaše sledi, lahko uporabite razširjanje nepravilnih informacij.

### Indija in Pakistan
Glavni članek: Odnosi med Indijo in Pakistanom
Taka primera med Indijo in Pakistanom, ki sta zajela konflikte v kibernetskem prostoru, sta se začela v devetdesetih letih. Prej kibernetski napadi so bili znani že leta 1999. Od takrat sta Indija in Pakistan sodelovala v dolgotrajnem sporu zaradi Kašmirja, ki se je preselil v kibernetski prostor. Zgodovinski računi kažejo, da so bili hekerji posamezne države že večkrat vpleteni v napade na računalniške sisteme baz podatkov. Število napadov se je vsako leto povečalo: 45 leta 1999, 133 leta 2000, 275 do konca avgusta 2001. Leta 2010 so indijski hekerji kibernetsko napadli vsaj 36 vladnih spletnih strani z zbirko podatkov z imenom "indijska kibernetska vojska". Leta 2013 so indijski hekerji vdrli na uradno spletno stran volilne komisije Pakistana, da bi poskušali pridobiti občutljive podatke iz zbirke podatkov. Za maščevanje so pakistanski hekerji, ki so se imenovali "True Cyber Army", vdrli in uničili približno 1059 spletnih strani indijskih volilnih teles.
Leta 2013 je indijsko ministrstvo za elektroniko in informacijsko tehnologijo (MeitY), ki je bilo takrat znano kot Oddelek za elektroniko in informacijsko tehnologijo (DeitY), predstavilo okvir politike kibernetske varnosti, imenovan National Cyber Security Policy 2013, ki je uradno začel veljati 1. julija 2013.
Po poročanju medijev naj bi Pakistan delal na učinkovitem sistemu kibernetske varnosti v programu, imenovanem "Cyber Secure Pakistan" (CSP). Program je aprila 2013 začelo Pakistansko združenje za informacijsko varnost, program pa se je razširil na univerze v državi.
Leta 2020 po poročanju medijev pakistanska vojska potrjuje serijo kibernetskih napadov, ki jih je indijska obveščevalna služba na pakistanski vladi in zasebnih spletnih straneh prepoznala. ISPR je tudi svetoval vladi in zasebnim institucijam, naj okrepijo ukrepe kibernetske varnosti.

## Kibernapadi držav in proti njim
V kibernetskem vojni mora posameznik prepoznati državne akterje, ki sodelujejo pri izvajanju teh kibernetskih napadov drug proti drugemu. Prevladujoča dva igralca, o katerih bomo razpravljali, je starodavna primerjava vzhoda in zahoda, kibernetske zmogljivosti Kitajske v primerjavi z zmogljivostmi ZDA. V kibernetsko vojno je vpletenih veliko drugih državnih in nedržavnih akterjev, kot so Rusija, Iran, Irak in Al Kaida; ker Kitajska in ZDA vodita v ospredju glede zmogljivosti kibernetskega bojevanja, bosta edini razpravljali o državnih akterjih.
Toda v drugem četrtletju 2013 je Akamai Technologies poročala, da je Indonezija z 38-odstotnim kibernetskim napadom strmoglavila Kitajsko, kar je visoko povečanje z 21-odstotnim deležem v prejšnjem četrtletju. Kitajska je določila 33 odstotkov, ZDA pa 6,9 odstotka. 79 odstotkov napadov je prišlo iz azijsko-pacifiške regije. Indonezija je v napadih na pristanišči 80 in 443 prevladovala za približno 90 odstotkov.

### Azerbajdžan
Hekerji iz Azerbajdžana in Armenije so aktivno sodelovali v kibernetskem bojevanju kot del konflikta v Gorskem Karabahu zaradi sporne regije Gorski Karabah, pri čemer so azerbajdžanski hekerji ciljali na armenska spletna mesta in objavljali izjave Ilhama Alijeva.

### Kitajska
Kitajska ljudska osvobodilna vojska (PLA) je razvila strategijo, imenovano "Integrirana omrežna elektronska vojna", ki usmerja delovanje računalniškega omrežja in orodja za kibernetsko vojskovanje. Ta strategija pomaga med orožji za mrežno vojskovanje in orožjem za elektronsko vojskovanje proti nasprotnikovim informacijskim sistemom med spopadi. Prepričani so, da je osnova za doseganje uspeha prevzem nadzora nad nasprotnikovim informacijskim tokom in vzpostavitev prevlade informacij. Znanost o vojski in znanost o kampanjah opredeljujeta omrežja sovražnikovih logističnih sistemov kot največjo prednost za kibernetske napade in navajata, da mora kibernetska vojna označiti začetek, če lahko kampanja ob pravilni uporabi omogoči splošen operativni uspeh. PLA bi se osredotočil na napad na nasprotnikovo infrastrukturo, da bi motil prenose in procese informacij, ki narekujejo odločanje, in zagotovil kibernetsko prevlado nad svojim nasprotnikom. Prevladujoče tehnike, ki bi jih med konfliktom uporabili za pridobitev prednosti, so naslednje: PLA bi udaril z elektronskimi motilci, tehnikami elektronskega zavajanja in zatiranja, da bi prekinil procese prenosa informacij. Začeli bi z virusnimi napadi ali hekerskimi tehnikami, da bi sabotirali informacijske procese, vse v upanju, da bodo uničili sovražne informacijske platforme in objekte. Znanost kampanj PLA je ugotovila, da je ena od vlog kibernetske vojne ustvariti okna priložnosti za delovanje drugih sil brez odkrivanja ali z zmanjšanim tveganjem protinapada z izkoriščanjem sovražnikovih obdobij "slepote", "gluhosti" ali "paralize", kibernetske napade. To je eno glavnih osrednjih točk cyberwarefare, da lahko v največji možni meri oslabite svojega sovražnika, tako da bo vaša fizična ofenziva imela večji odstotek uspeha.
PLA izvajajo redne vaje za usposabljanje v različnih okoljih, pri čemer poudarjajo uporabo taktik in tehnik kibernetske vojne v boju proti takim taktikam, če se uporabljajo proti njim. Fakultetne raziskave se osredotočajo na načrte za uporabo rootkitov in zaznavanje njihovega operacijskega sistema Kylin, ki pomaga pri nadaljnjem usposabljanju tehnik kibernetske vojne teh posameznikov. Kitajska kibernetsko vojno zaznava kot odvračilno sredstvo za jedrsko orožje, saj ima sposobnost večje natančnosti, pušča manj žrtev in omogoča napade na dolge razdalje.

### Estonija
Kibernetski napadi na Estonijo leta 2007 so bili vrsta kibernetskih napadov, ki so se začeli 27. aprila 2007 in so bili usmerjeni na spletna mesta estonskih organizacij, vključno z estonskim parlamentom, bankami, ministrstvi, časopisi in izdajatelji televizijskih programov, zaradi nestrinjanja države z Rusijo glede premestitve bronastega vojaka iz Talina. , dovršen grob iz sovjetske dobe, pa tudi vojni grobovi v Talinu. Napadi so sprožili številne vojaške organizacije po vsem svetu, da so ponovno preučile pomen omrežne varnosti za sodobno vojaško doktrino. Neposredni rezultat kibernetskih napadov je bilo ustanovitev Natovega centra odličnosti za kibernetsko obrambo NATO v Talinu.

### Etiopija
V podaljšanju dvostranskega spora med Etiopijo in Egiptom zaradi Velikega etiopskega renesančnega jeza so egiptovski hekerji junija 2020 vdrli v etiopske vladne spletne strani.

### Iran
8. februarja 2020 je bilo v iranskem telekomunikacijskem omrežju ob 11.44 po lokalnem času priča močnim prekinitvam, ki so trajale približno eno uro. Iransko ministrstvo za informacijsko in komunikacijsko tehnologijo ga je potrdilo kot napad porazdeljene zavrnitve storitve (DDoS). Iranske oblasti so za odbijanje aktivirale mehanizem kibernetske obrambe "Digital Fortress". Znan tudi kot DZHAFA, je povzročil 75-odstotni padec nacionalne internetne povezljivosti.

### Izrael
Aprila 2020 je Iran poskušal vdreti v izraelsko vodno infrastrukturo osrednje regije Sharon, kar je preprečila izraelska kibernetska obramba. Kibernetski napad je nameraval v izraelsko oskrbo z vodo vnesti nevarne količine klora.

### Severna Koreja
Dodatne informacije: kramp Sony Pictures

### Norveška
Avgusta 2020 je norveški parlament Stortinget utrpel kibernetski napad na e-poštni sistem več uradnikov, nekatere informacije pa so bile prenesene. Toda celotni obseg škode, ki jo je povzročil vdor, ni bil javno objavljen.
Norveška vlada je oktobra 2020 objavila javno izjavo, v kateri je Rusijo označila za krivca. Norveška zunanja ministrica Ine Marie Eriksen Søreide je to označila za resen incident, ki prizadene "najpomembnejšo demokratično institucijo".
Moskva je trditev zavrnila in jo označila za "resno in namerno provokacijo".
Napad še vedno preiskuje norveška policijska varnostna služba od oktobra 2020.

### Rusija
Med svetovnim nogometnim prvenstvom FIFA 2018 je Rusija preprečila in ustavila približno 25 milijonov kibernetskih napadov na informacijsko infrastrukturo.
Junija 2019 je Rusija priznala, da je "mogoče", da je njeno električno omrežje pod kibernetskim napadom ZDA. New York Times je poročal, da so ameriški hekerji iz ameriškega kibernetskega poveljstva postavili zlonamerno programsko opremo, ki bi lahko zmotila rusko električno omrežje.
19. oktobra 2020 je ameriško ministrstvo za pravosodje šest ruskih vojaških častnikov obtožilo svetovne hekerske kampanje, ki je napadla cilje, kot so francoske volitve, slovesnost ob odprtju zimskih olimpijskih iger leta 2018, ameriška podjetja in ukrajinsko električno omrežje. Veljalo je, da je kampanja za množične motnje, ki jih je povzročila, stala milijarde dolarjev.

### Ukrajina
Glavni članek: kibernetski napadi na Ukrajino leta 2017
27. junija 2017 se je začela vrsta močnih kibernetskih napadov, ki so preplavili spletna mesta ukrajinskih organizacij, vključno z bankami, ministrstvi, časopisi in elektro podjetja.

### Združeni Arabski Emirati
Reuters je leta 2019 poročal, da so Združeni arabski emirati sprožili vrsto kibernetskih napadov na svoje politične nasprotnike, novinarje in borce za človekove pravice v okviru projekta Raven, na vohunski platformi, in sicer Karmi. V ekipi so bili nekdanji ameriški obveščevalni agenti. Projekt Raven se je začel leta 2009 in je bil načrtovan za nadaljevanje v naslednjih desetih letih.

### Združene Države
Glej tudi: Kršitev podatkov Urada za upravljanje osebja in Vault 7
Na Zahodu ZDA zagotavljajo drugačen "ton glasu", ko je kibernetska vojna na konici jezika. ZDA zagotavljajo varnostne načrte strogo kot odziv na kibernetsko vojno, ki v bistvu preidejo v obrambo, ko jih napadajo zlobne kibernetske metode. V ZDA je odgovornost za kibernetsko varnost razdeljena med ministrstvo za domovinsko varnost, zvezni preiskovalni urad in obrambno ministrstvo. V zadnjih letih je bil ustanovljen nov oddelek, ki je posebej nagnjen k kibernetskim grožnjam, ta oddelek je znan kot Cyber Command. Cyber Command je vojaški podkomanda pod Strateškim poveljstvom ZDA in je odgovoren za reševanje groženj vojaški kibernetski infrastrukturi. Elementi storitve kibernetskega poveljstva vključujejo kibernetsko poveljstvo vojaških sil, četrtindvajset letalskih sil, kibernetsko poveljstvo flote in kibernetsko poveljstvo morskih sil. Zagotavlja, da lahko predsednik krmili in nadzoruje informacijske sisteme in da ima na voljo tudi vojaške možnosti, ko je treba ubraniti narod v kibernetskem prostoru. Posamezniki v kibernetskem poveljstvu morajo biti pozorni na državne in nedržavne akterje, ki razvijajo zmogljivosti kibernetske vojne pri izvajanju kibernetskega vohunjenja in drugih kibernetskih napadov na narod in njegove zaveznike. Cyber Command želi biti odvračilni dejavnik, ki bi potencialne nasprotnike odvrnil od napadov na ZDA, hkrati pa je večplastni oddelek za lastno izvajanje kibernetskih operacij.
Zgodili so se trije pomembni dogodki, ki so lahko bili katalizatorji pri ustvarjanju ideje o kibernetskem poveljevanju. CIA je poročala o okvari kritične infrastrukture, kjer so zlonamerne dejavnosti proti sistemom informacijske tehnologije motile zmogljivosti električne energije v tujini. To je povzročilo izpad električne energije v več mestih v več regijah. Drugi dogodek je bil izkoriščanje svetovnih finančnih storitev. Novembra 2008 je imela mednarodna banka kompromitiran plačilni procesor, ki je omogočil, da se v 30 minutah na več kot 130 avtomatih v 49 mestih opravijo goljufive transakcije. Zadnji dogodek je bila sistemska izguba ameriške gospodarske vrednosti, ko je leta 2008 industrija zaradi kraje podatkov ocenila za 1 bilijon dolarjev izgube intelektualne lastnine. Čeprav so bili vsi ti dogodki notranje katastrofe, so bili po naravi zelo resnični, kar pomeni, da državni in nedržavni akterji ničesar ne morejo ustaviti, da bi storili isto stvar v še bolj velikem obsegu. Druge pobude, kot je Svetovalni svet za kibernetsko usposabljanje, so bile ustvarjene za izboljšanje kakovosti, učinkovitosti in zadostnosti usposabljanja za obrambo računalniškega omrežja, napad in izkoriščanje sovražnih kibernetskih operacij.
Na obeh koncih spektra vzhodne in zahodne države kažejo kontrast "meča in ščita" v idealih. Kitajci imajo bolj žaljivo idejo za kibernetsko vojskovanje in poskušajo v zgodnjih fazah konflikta pridobiti prednost pred prednostno stavko. V ZDA sprejemajo več reakcionarnih ukrepov za ustvarjanje sistemov z nepreglednimi ovirami za zaščito države in njenih civilistov pred kibernetskimi napadi.
Po poročanju News of Homeland Preparedness News se številna srednje velika ameriška podjetja težko branijo svojih sistemov pred kibernetskimi napadi. Približno 80 odstotkov premoženja, ki je ranljivo za kibernetski napad, je v lasti zasebnih podjetij in organizacij. Nekdanji namestnik državnega sekretarja za javno varnost v New Yorku Michael Balboni je dejal, da zasebniki "nimajo vrste zmogljivosti, pasovne širine, interesa ali izkušenj za razvoj proaktivne kibernetske analize."
Kot odgovor na kibernetske napade 1. aprila 2015 je predsednik Obama izdal izvršno odredbo o prvih gospodarskih sankcijah. Izvršna uredba bo vplivala na posameznike in subjekte ("imenovani"), odgovorne za kibernetske napade, ki ogrožajo nacionalno varnost, zunanjo politiko, gospodarsko zdravje ali finančno stabilnost ZDA. Izvršna uredba pooblašča Ministrstvo za finance, da zamrzne premoženje prejemnikov.
Po knjigi Teda Koppela so ZDA leta 2008 v sodelovanju z Izraelom sprožile kibernetski napad na iranski jedrski program in postale "prve, ki so digitalno orožje uporabile kot instrument politike".

## Posledica potencialnega napada
Posledice lahko vključujejo številne neposredne in posredne učinke. Septembra 2020 so mediji poročali, da je to lahko prvi javno potrjeni primer civilne smrtne žrtve kot skoraj neposredne posledice kibernetskega napada, potem ko je izsiljevalski virus motil bolnišnico v Nemčiji.
Celotna industrija in drugi si prizadevajo zmanjšati verjetnost in posledice kibernetskega napada.
Za delni seznam glejte: Podjetja za programsko opremo za računalniško varnost.
Dejavnosti, ki se pogosto ponujajo kot izdelki in storitve, so lahko namenjene:
- preuči vse možne kategorije napadov
- objavljati knjige in članke o tej temi
- odkrivanje ranljivosti
- ocenjevanje tveganj
- odpravljanje ranljivosti
- izumiti, oblikovati in uvesti protiukrepe
- pripravite načrt ukrepov ob nepredvidljivih dogodkih, da boste pripravljeni na odziv

Številne organizacije poskušajo razvrstiti ranljivost in njene posledice. Najbolj priljubljena baza ranljivosti je Common Vulnerabilities and Exposures.
Skupine za računalniško odzivanje v izrednih razmerah ustanovijo vlada in velika organizacija za reševanje incidentov na področju računalniške varnosti.

## Infrastrukture kot tarča
Ko se sproži kibernetski napad, obstajajo določene tarče, ki jih je treba napasti, da se ogrozi nasprotnik. Določene infrastrukture kot tarče so bile v času konfliktov označene kot kritične infrastrukture, ki lahko močno hromijo narod. Nadzorni sistemi, energetski viri, finance, telekomunikacije, promet in vodni objekti so v času konflikta kritični infrastrukturni cilji. Novo poročilo o težavah s področja industrijske kibernetske varnosti, ki sta ga pripravila Britanski kolumbijski inštitut za tehnologijo in skupina PA Consulting Group na podlagi podatkov iz leta 1981, je po poročanju ugotovilo desetkratno povečanje števila uspešnih kibernetskih napadov na nadzor infrastrukture. Sistemi za nadzor in pridobivanje podatkov od leta 2000. Kibernapadi, ki imajo škodljiv fizični učinek, so znani kot kiber-fizični napadi.

### Nadzorni sistemi
Nadzorni sistemi so odgovorni za aktiviranje in nadzor industrijskih ali mehanskih krmilnih naprav. Številne naprave so integrirane z računalniškimi platformami za nadzor ventilov in vhodov v določeno fizično infrastrukturo. Nadzorni sistemi so običajno zasnovani kot oddaljene telemetrične naprave, ki se prek interneta ali modemov povežejo z drugimi fizičnimi napravami. Pri delu s temi napravami je mogoče zagotoviti malo varnosti, kar mnogim hekerjem ali kiberteroristom omogoča iskanje sistematičnih ranljivosti. Paul Blomgren, vodja prodajnega inženiringa v podjetju za kibernetsko varnost, je razložil, kako so se njegovi ljudje odpeljali do oddaljene podstanice, videli anteno brezžičnega omrežja in takoj priključili svoje brezžične LAN kartice. Odstranili so prenosnike in se povezali s sistemom, ker ni uporabljal gesel. "V 10 minutah so preslikali vsak kos opreme v objektu," je dejal Blomgren. "V 15 minutah so preslikali vsak del opreme v operativni nadzorni mreži. V 20 minutah so se pogovarjali s poslovno mrežo in pripravili več poslovnih poročil. Vozila niso niti zapustili."

### Energija
Energija je druga infrastruktura, ki bi jo lahko napadli. Razdeljen je na dve kategoriji, elektriko in zemeljski plin. Elektrika, znana tudi kot električna omrežja, napaja mesta, regije in gospodinjstva; poganja stroje in druge mehanizme, ki se uporabljajo v vsakdanjem življenju. Kot primer ZDA lahko kiberteroristi v konfliktu dostopajo do podatkov prek dnevnega poročila o stanju sistema, ki prikazuje pretoke moči v celotnem sistemu in lahko določi najbolj obremenjene odseke omrežja. Z izklopom teh omrežij lahko povzročijo množično histerijo, zaostanke in zmedo; prav tako lahko locirate kritična področja delovanja za nadaljnje napade na bolj neposreden način. Kiberteroristi lahko dostopajo do navodil o povezovanju z Bonneville Power Administration, ki jim pomagajo, da v tem procesu ne naredijo napake v sistemu. To je glavna prednost, ki jo je mogoče izkoristiti pri izvajanju kibernetskih napadov, saj lahko tuji napadalci, ki nimajo predhodnega znanja o sistemu, napadajo z največjo natančnostjo brez pomanjkljivosti. Kibernetski napadi na naprave na zemeljski plin potekajo skoraj enako kot pri napadih na električna omrežja. Kiberteroristi lahko ustavijo pretok ali celo preusmerijo pretok plina na drug del, ki ga lahko zasede eden od njihovih zaveznikov. V Rusiji je bil primer z dobaviteljem plina, imenovanim Gazprom, ki je izgubil nadzor nad svojo centralno stikalno ploščo, ki usmerja pretok plina, potem ko sta notranji operater in program za trojanske konje zaobšla varnost.

### Finance
Kibernetski napadi bi lahko močno prizadeli finančno infrastrukturo, saj so finančni sistem povezani z računalniškimi sistemi. V teh institucijah se nenehno izmenjuje denar in če bi kiberteroristi napadli in če bi transakcije preusmerili in ukradli velike količine denarja, bi propadla finančna industrija in civilisti ostali brez služb in varnosti. Operacije bi se ustavile od regije do regije, kar bi povzročilo gospodarsko degradacijo po vsej državi. Samo v ZDA povprečni dnevni obseg transakcij doseže tri bilijone dolarjev, 99% od tega pa je nedenarni tok. Če bi lahko to količino denarja zmotili za en dan ali za nekaj dni, lahko trajna škoda povzroči, da vlagatelji umaknejo sredstva in spodkopajo zaupanje javnosti.
Kibernetski napad na finančno institucijo ali transakcije se lahko imenuje kiberheist. Ti napadi se lahko začnejo z lažnim predstavljanjem, ki je usmerjeno na zaposlene, in s pomočjo socialnega inženiringa privablja informacije. Morda dovolijo napadalcem, da vdrejo v omrežje in dajo keyloggerje v računovodske sisteme. Sčasoma lahko kiber kriminalci dobijo podatke o geslih in ključih. Do bančnih računov organizacije je nato mogoče dostopati prek informacij, ki jih je ukradla s pomočjo keyloggerjev. Maja 2013 je banda izvedla kiberheist iz banke Muscat Bank v višini 40 milijonov ameriških dolarjev.

### Telekomunikacije
Telekomunikacijske infrastrukture za kibernetski napad imajo neposredne rezultate. Integracija telekomunikacij postaja običajna praksa, sistemi, kot so glasovna in IP omrežja, se združujejo. Vse poteka prek interneta, saj so hitrosti in zmogljivosti shranjevanja neskončne. Napovedi storitve zavrnitve storitve lahko upravljamo, kot smo že omenili, lahko pa izvedemo bolj zapletene napade na protokole usmerjanja BGP ali infrastrukture DNS. Manj verjetno je, da bi napad usmeril ali ogrozil tradicionalno telefonsko omrežje stikal SS7 ali poskus napada na fizične naprave, kot so mikrovalovne postaje ali satelitske naprave. Še vedno bi obstajala zmožnost zaustavitve teh fizičnih objektov za motenje telefonskih omrežij. Celotna ideja teh kibernetskih napadov je odrezati ljudi med seboj, motiti komunikacijo in s tem ovirati pošiljanje in prejemanje kritičnih informacij. V kibernetskem bojevanju je to ključni način za pridobitev prednosti v konfliktu. Z nadzorovanjem pretoka informacij in komunikacije lahko država načrtuje natančnejše stavke in sprejme boljše ukrepe za protinapad na svoje sovražnike.
=== Prevoz
Prometna infrastruktura zrcali telekomunikacijske objekte; z oviranjem prevoza za posameznike v mestu ali regiji se bo gospodarstvo sčasoma nekoliko poslabšalo. Uspešni kibernetski napadi lahko vplivajo na razporejanje in dostopnost ter povzročijo motnje v gospodarski verigi. To bo vplivalo na načine prevoza, kar bo otežilo pošiljanje tovora z enega kraja na drugega. Januarja 2003 je bila družba Continental Airlines med virusom "slammer" zaradi računalniških težav prisiljena ustaviti lete. Kiberteroristi lahko ciljajo na železnice tako, da motijo stikala, ciljajo programsko opremo za letenje, da ovirajo letala, in ciljno uporabo cest, da ovirajo bolj običajne načine prevoza. Maja 2015 je moški Chris Roberts, ki je bil kiberkonzultant, FBI-ju razkril, da mu je od leta 2011 do 2014 večkrat uspelo vdreti v nadzor nad leti Boeinga in Airbusa prek vgrajenega sistema za zabavo, vsaj enkrat naročil let za plezanje. FBI ga je po pridržanju aprila 2015 v Sirakuzah opravil z njim intervju v zvezi z obtožbami.

### Voda
Voda kot infrastruktura je lahko ena najbolj kritičnih infrastruktur, ki so lahko napadene. Zanj velja ena največjih varnostnih nevarnosti med vsemi računalniško vodenimi sistemi. Obstaja velika verjetnost, da se na območje, ki bi lahko bilo nezaščiteno, sprožijo velike količine vode, kar povzroči izgube življenj in materialno škodo. Tudi kanalizacijski sistemi so lahko ogroženi. Stroška škode niso izračunali, ocenjeni stroški zamenjave kritičnih vodovodnih sistemov pa bi lahko znašali stotine milijard dolarjev. Večina teh vodnih infrastruktur je dobro razvitih, zaradi česar kibernetski napadi ne morejo povzročiti večje škode, kvečjemu lahko pride do okvare opreme, ki povzroči kratek prekinitev vtičnic.

### Bolnišnice
Bolnišnica kot infrastruktura je eno največjih prednosti kibernetskih napadov. Ti napadi bi lahko "neposredno vodili v smrt". Kibernetski napadi so zasnovani tako, da delavcem v bolnišnicah onemogočajo dostop do sistemov kritične oskrbe. V zadnjem času se je med pandemijo covid-19 močno povečalo število kibernetskih napadov na bolnišnice. Hekerji zaklenejo omrežje in zahtevajo odkupnino, da vrnejo dostop do teh sistemov. ICRC in druga skupina za človekove pravice pozivajo organe pregona, naj sprejmejo takojšnje in odločne ukrepe za kaznovanje takih kibernetskih napadalcev.